# Jaromír Štětina
Jaromír Štětina (6. dubna 1943 Praha – 17. dubna 2025 Praha)  byl český novinář, spisovatel, politik a zakladatel neziskové organizace Člověk v tísni. Nejvíce je znám jako válečný reportér z oblastí bývalého Sovětského svazu a bojovník za zákaz komunismu. V roce 2004 byl jako nestraník za Stranu zelených zvolen do Senátu PČR, v roce 2010 svůj mandát obhájil s podporou TOP 09 a hnutí STAN. Byl místopředsedou senátního Klubu TOP 09 s podporou Starostů.  
V letech 2014 až 2019 byl poslancem Evropského parlamentu (v roce 2014 mu tak zanikl mandát senátora). V roce 2019 založil hnutí ESO, kterému předsedal (v roce 2022 byla hnutí pozastavena činnost a v roce 2023 hnutí zaniklo). 

## Biografie

### Rodina
Podle vlastních slov pochází z buržoazně-komunistického prostředí. Jeho babička byla zakládající členkou Komunistické strany Československa, zatímco jeho dědeček z matčiny strany žil v Chicagu, kde vlastnil hospodu jménem Praha, kam chodil na pivo i chicagský starosta Antonín Čermák. Jeho otec pracoval na velvyslanectví v Číně.
Vyrůstal v pohraničí ve Višňové u Frýdlantu v severních Čechách, kam se jeho rodiče přistěhovali v roce 1945. Absolvoval jedenáctiletku, maturoval na gymnáziu v Praze 10 ve Voděradské ulici.

### Studium
V letech 1961–1967 vystudoval Vysokou školu ekonomickou. Podle jedné vlastní verze v roce 1965 podal přihlášku do KSČ, ale nebyl přijat. Na tu nastoupil v roce 1966 a po roce se stal členem Fakultní organizace KSČ na Vysoké škole ekonomické. Podle jiné své verze do strany vstoupil o rok později. Podle údajů ministerstva vnitra členem (ne kandidátem) KSČ byl od roku 1965. Stranickou legitimaci vrátil po sovětské okupaci. V letech 1970–1978 vystudoval Přírodovědeckou fakultu Univerzity Karlovy v Praze, obor geologie. Od 70. let pořádal výpravy do Sovětského svazu na Sibiř a do Asie, kde mj. sjel i řeku Indus. Od 11. května 1977 byl veden v Evidenci zájmových osob Státní bezpečnosti.

## Novinářská kariéra
Na podzim roku 1968 nastoupil Jaromír Štětina jako elév v tehdejším deníku Mladá fronta. Začátkem roku 1969 nastoupil jako pomocný dělník v tehdejším národním podniku Geologický průzkum, pozdější Geoindustria v Holešovicích. V letech 1970–1999 uspořádal přibližně dvacet pět přírodovědných a sportovních výprav na Sibiř a do asijských zemí; je zakladatelem českého raftingu; je autorem několika cestopisů.
Jaromír Štětina dále v letech 1987 až 1989 pořádal série politických přednášek v tehdejším Československu; několikrát byl zadržen orgány StB. Koncem roku 1989 se v Praze stal spoluzakladatelem Syndikátu novinářů. V roce 1992 založil Nadaci Lidových novin, stal se jejím prvním ředitelem a v letech 1993–1994 dělal šéfredaktora Lidových novin.
V roce 1994 založil Jaromír Štětina soukromou novinářskou agenturu Epicentrum, je spoluzakladatelem humanitární společnosti Člověk v tísni. V letech 1994–2004 byl šéfredaktorem agentury Epicentrum; jako reportér se specializuje na válečné konflikty v Evropě, Asii i Africe.
Jaromír Štětina je autorem několika set různých statí, autorem či spoluautorem řady monografií, mnoha desítek dokumentárních filmů a množství rozhlasových a televizních pořadů. Za svou práci obdržel v roce 1997 Cenu Ferdinanda Peroutky.

## Politická kariéra
Jaromír Štětina byl v letech 1965 až 1968 členem KSČ.
Ve volbách do Senátu PČR v roce 2004 kandidoval jako nestraník za Stranu zelených v obvodu č. 22 – Praha 10. Postoupil do druhého kola, v němž porazil v poměru hlasů 55,32 % : 44,67 % kandidáta ODS Jana Malypetra. Stal se tak prvním členem Senátu za Stranu zelených.
O šest let později se mu podařilo ve volbách do Senátu PČR v roce 2010 mandát senátora v obvodu č. 22 – Praha 10 obhájit, když kandidoval jako nestraník za TOP 09 a hnutí STAN. Ve druhém kole tentokrát porazil kandidáta ODS a starostu Prahy 10 Vladislava Lipovského v poměru hlasů 57,50 % : 42,49 %.
Podporoval Izrael a v listopadu 2012 se zúčastnil demonstrace, kterou svolala Liga proti antisemitismu po eskalaci izraelsko-palestinského konfliktu v Pásmu Gazy. Štětina nesl transparent s textem "Hamas jsou vrazi, Izrael se musí bránit, média, nelžete".
V březnu 2014 v reakci na anexi Krymu podepsal dopis adresovaný české vládě, jehož signatáři požadovali tvrdší postup vůči Rusku a proti příslušníkům ruské menšiny v Čechách, kteří mají ruské občanství, konkrétně okamžité zastavení vydávání víz občanům Ruské federace, zrušení možnosti obdržení dvojího občanství pro občany Ruské federace nebo zmrazení kont ruských občanů v ČR.
Mandát senátora mu zanikl ke dni 30. června 2014, jelikož se od následujícího dne ujal funkce poslance Evropského parlamentu. Tyto dvě pozice jsou totiž neslučitelné.

### Odhalení spolupráce s StB a reakce
Tomáš Pecina v roce 2010 doložil, že Štětina spolupracoval s StB. Štětina přiznal, že 19. dubna 1977 podepsal závazek spolupráce, avšak tvrdí, že šlo o „trik“, který „zachránil řadu lidí včetně [Štětinova] otce“. StB mu přidělila krycí jméno Plavec.
Štětina z pozice senátora označil odhalení za konspiraci BIS; tvrdil, že se ho BIS snažila zastrašovat a pokoušela se ho fyzicky ohrozit. Podle Štětiny BIS zneužívala k jeho diskreditaci své spolupracovníky a agenty, za které označil aktivistu Tomáše Pecinu, bývalého pracovníka BIS Jana Schneidera a novináře Jana Rejžka. (Rejžek v článku v Lidových novinách Štětinovi vytýkal spolupráci s komunistickou tajnou službou. Jan Schneider prohlásil, že Štětina „V roce 1977 udal své spolupracovníky a vystavil je riziku kriminálu. Je to prototyp práskače, který má tu drzost, že dnes bojuje proti bolševismu.“)

### Mandát europoslance (2014–2019)
V roce 2009 neúspěšně kandidoval v čele hnutí Starostové a nezávislí do Evropského parlamentu. Ve volbách do Evropského parlamentu v roce 2014 kandidoval z pozice nestraníka na 5. místě kandidátky TOP 09 a STAN. Získal 18 951 preferenčních hlasů, skončil na třetím místě kandidátky a vzhledem k zisku čtyř mandátů pro TOP 09 a STAN se dostal do Evropského parlamentu. Zde místopředsedal podvýboru pro obranu (SEDE), byl členem Výboru pro zahraniční věci (AFET) a náhradníkem ve Výboru pro občanské svobody, spravedlnost a vnitřní věci (LIBE). Byl členem několika zahraničních delegací.

### Aktivity v Evropském parlamentu
V Evropském parlamentu se zabýval především děním v zemích bývalého Východního bloku a souvisejícími tématy, jako je terorismus, lidská práva a ruská propaganda.
Pravidelně jezdil na zahraniční mise do krizových oblastí, jako je například Sýrie, Donbas či Náhorní Karabach. Počínaje rokem 2014 se hojně zajímal o dění na Ukrajině (viz Euromajdan), kam také několikrát z vlastní iniciativy vycestoval. V roce 2015 prohlásil, že je potřeba porazit Islámský stát a podpořit kurdské bojovniky v Sýrii, protože „V Sýrii není jiná síla, která je schopná v pozemním boji ISIS porazit, než Kurdové. A když se zničí ISIS, ustane i uprchlická vlna.“ Kritizoval porušování lidských práv v Saúdské Arábii.
V červenci 2015 pozval do Evropského parlamentu zakladatele a tehdejšího velitele ukrajinského dobrovolnického pluku (do ledna 2015 šlo o prapor) Azov, pravicového nacionalistu Andreje Jevhenovyče „Bílého vůdce“ Bileckého. Americká Sněmovna reprezentantů označila v roce 2014 Azovský tehdy ještě prapor za neonacistickou organizaci, ale podle Štětiny během války na východní Ukrajině právě Azov a další dobrovolnické skupiny jako Pravý sektor nejvíc přispěly k obraně Donbasu před proruskými separatisty. Jaromír Štětina upozorňuje na skutečnost, že je to ruská propaganda, která se snaží o označení všech obránců Ukrajiny v podobě dobrovolnických regimentů za nacisty. Vedení jednotek si je navíc tohoto problému vědomo a bojuje proti tomu.
V srpnu 2014 v rozhovoru pro Radiožurnál označil Rusko za říši zla. Jaromír Štětina aktivně podpořil usnesení Evropského parlamentu, které označuje zapojení Ruska do ozbrojeného konfliktu na Ukrajině, anexi Krymu a porušování územní celistvosti Gruzie za úmyslné porušování demokratických zásad a základních hodnot a mezinárodního práva. Navrhl usnesení odsuzující teroristické činy a zločinné jednání separatistů a jiných paravojenských jednotek na východní Ukrajině a podporující sankce EU vůči Rusku. Jaromír Štětina též vystoupil proti založení reprezentační kanceláře povstalecké Doněcké lidové republiky v Česku a vyzval ministra zahraničních věcí ČR, aby podnikl proti této propagandistické iniciativě příslušné kroky. Jaromír Štětina je hlasitým zastáncem prohlubování spolupráce mezi EU a Ukrajinou, Gruzií a Moldavskem a dlouhodobě bojuje za práva Krymských Tatarů a jejich návrat na rodný Krym. V Evropském parlamentu byl iniciátorem několika usnesení, která odsuzují vyhnání Krymských Tatarů na příkaz sovětského diktátora Josifa Stalina (vrátit na Krym se mohli až po roce 1989) a vyzývají k dodržování jejich základních lidských práv.
Byl rovněž spoluautorem usnesení, ve kterém Evropský parlament vyjadřuje hluboké znepokojení nad vraždami a systematickým zastrašováním a pronásledováním členů ruské opozice, novinářů a osob vyjadřujících se kriticky o ruských orgánech. Aktivně usiloval o přijetí usnesení upozorňujícího na nebezpečí ruské propagandy v EU.
Je spolupředkladatelem usnesení o svobodě slova a demokratizačním procesu v Bělorusku a v Kazachstánu.
Dne 12. dubna 2016 hlasoval pro rezoluci Evropského parlamentu, která podpořila návrh Evropské komise pod vedením Jeana-Clauda Junckera na zavedení trvalých povinných kvót pro přerozdělování uprchlíků mezi členské státy EU v reakci na evropskou migrační krizi. Následně nicméně podpořil zřízení Evropské pobřežní a pohraniční stráže, kterou mohou členské státy, jejichž hranice se ocitne pod tlakem migračních toků, požádat o okamžitou pomoc, a zavedení evidence cestujících (PNR) v letecké dopravě překračujících vnější hranice EU, která umožní sledovat osoby podezřelé z terorismu a organizovaného zločinu.
Společně s Pavlem Svobodou (KDU-ČSL) se zasazoval o vydání Petra Jaška, českého občana vězněného v Súdánu. Na jejich návrh vyzval Evropský parlament v usnesení o Súdánu k Jaškovu propuštění.
V únoru 2017 vydal Ázerbájdžán na Štětinu mezinárodní zatykač, poté co se Štětina jako pozorovatel zúčastnil referenda v separatistickém Náhorním Karabachu, který se s podporou Arménie v krvavé válce v 90. letech odtrhl od Ázerbájdžánu. Štětina vyjádřil podporu karabašským separatistům a obvinil Ázerbájdžán z vedení hybridní války proti Karabachu.
V březnu 2018 jako jeden z českých politiků kritizoval tureckou invazi do Afrínu, která byla namířena proti syrským Kurdům, když prohlásil: „Členský stát NATO, náš vojenský spojenec, se dopouští násilí vůči Kurdům na cizím území, v Sýrii a Iráku. Vyřešit dilema, kdo je náš spojenec v Afrínu, vyžaduje mnoho diplomatické obratnosti. Vyžaduje však i schopnost odpovědět na otázku, zda je brutální porušování lidských práv ze strany Turecka akceptovatelné za cenu oslabení vojenského spojenectví.“
V polovině prosince 2018 oznámil, že ve volbách do Evropského parlamentu v roce 2019 odmítá obhajovat svou funkci europoslance na kandidátce TOP 09. Předsedu strany Jiřího Pospíšila obvinil z rozkolu v TOP 09 i špatných volebních výsledků. Následně vytvořil nové hnutí Evropa společně (ESO), které bylo na Ministerstvu vnitra ČR zaregistrováno v únoru 2019. V březnu 2019 se pak stal lídrem kandidátky hnutí ESO. Získal sice 2 925 preferenčních hlasů, ale hnutí jako celek obdrželo jen 0,53 % hlasů. Jako europoslanec tak skončil.
V srpnu 2021 obhajoval vojenskou přítomnosti NATO v Afghánistánu během války v Afghánistánu argumentem, že jednotky NATO „měly zabránit vzniku teokratického celku a teroristů, kteří pocházejí z Pákistánu a Afghánistánu. A protože Pákistán má atomovou bombu, tak vojenská přítomnost znamená bránit svět před atomovým útokem.“ Podpořil přijetí afghánských tlumočníků a dalších Afghánců, kteří spolupracovali s jednotkami NATO.

## Vyznamenání a ocenění
- 1992 – Cena Františka Kriegla
- 1997 – Cena Ferdinanda Peroutky
- 2000 – Státní vyznamenání Za zásluhy
- 2001 – Prestižní cena SAIS – Novartis Award, udělovaná Johns Hopkins University ve Washingtonu
- 2023 – Vojenské vyznamenání Záslužný kříž ministryně obrany České republiky

## Dílo
- ŠTĚRBA, Otakar. Jezdec na Šedobílém koni : altajské eposy. [Vyprávějí Otakar Štěrba a Jaromír Štětina.] Praha: Albatros, 1981. Ilustr. Karel Šafář. Graficky upravil Josef Týfa. Edice Obnovené obrazy. Epické příběhy, které vznikaly před dávnými časy a ústním podáním se uchovávaly mezi obyvateli Altaje.
- S Matyldou po Indu. 1. vyd. Praha: Panorama, 1979. Edice Cesty. Fotografie Jiří Koudela, Jaromír Štětina, Wolfgang Wenzel, František Sláma. (2. vyd. Praha: Panorama, 1983. | 3., dopl. vyd. Praha: Ivo Železný, 2000. Kapitolu Od Matyldy k raftu naps. Pavel Kolínský a Petr Kolínský. ISBN 80-240-1478-5.) Líčení plavby po řece Indu, kterou podnikli čtyři Čechoslováci v r. 1975.
- Studna pro Mandon. Praha: Panorama, ©1984. Autor vypráví o svých zážitcích v Íránu, kde působil jako prospektor při průzkumu nalezišť aluminiové rudy v pohoří Zágros.
- ŠTĚRBA, Otakar. Od pramenů k oceánu : expedice Ob. Praha: Panorama, 1986. Cestopisná reportáž z plavby přátel po altajských řekách, z nichž vzniká Ob, a po veletoku Ob samém.
- PROCHÁZKA, Zdeněk. Souostroví naděje : po stopách stalinských koncentračních táborů na Kolymě. Praha: Mladá fronta, 1990. Edice Cesty.
- Století zázraků. 1. vyd. Praha: Nakl. Lidové noviny, 2000, ISBN 80-7106-384-3. (2. vyd. Praha: Nakl. Lidové noviny, 2006. ISBN 80-7106-854-3). Dvacet pět povídek cestovatele a válečného korespondenta vychází z jeho zkušeností i fantazie, která čerpá z legend Východu i Západu.
- PROCHÁZKOVÁ, Petra. Rošangol. Praha: G plus G, 2003. ISBN 80-86103-70-6. Dvě krátké povídky (Adžamal – P. Procházková, Svět podle Hobbese – J. Štětina) jsou inspirované pobytem ve válkou vyčerpaném a hladovějícím Afghánistánu na počátku 21. století.
- Vykradači hrobů : povídky o válce a o lásce. Praha: G plus G, 2004. ISBN 80-86103-76-5. Soubor patnácti povídek, nichž autor beletristickou formou zúročil bohaté zkušenosti válečného zpravodaje.
- VOLENCOVÁ, Dagmar. Jaromír Štětina : život v epicentru. Praha: Portál, 2004. Edice Rozhovory. ISBN 80-7178-794-9. Knižní rozhovor.
- Výprava za českými čerty: epochální encyklopedie pekelných historií v Čechách. Fotografiemi, mapami a palubním deníkem doplnila Pavla Hájková. Praha: Nakl. Lidové noviny, 2005. ISBN 80-7106-770-9. Vyprávění o putování za českými čerty kolem celých Čech s koňským spřežením.
- Bastardi. Praha: Nakl. Lidové noviny, 2006. ISBN 80-7106-851-9. Román o terorismu a velké ruské duši.
- S Matyldou v Afghánistánu. Fotografie Petr Kolínský. Praha: Nakl. Lidové noviny, 2007. ISBN 978-80-7106-833-4. Cestopisná reportáž z plavby sedmi účastníků na raftu po řece Band-e-Amír, tekoucí napříč centrálním pohořím Hindúkuš.
- VADAS, Martin; PERNES, Jiří; MAŠÍNOVÁ, Zdena. Pravda o Vladimíru Hučínovi. Praha: [V. Hučín], 2008.
- HÁJKOVÁ, Pavla. Jaromír Štětina : brutalita moci : rozhovor. Praha: Praha: Portál, 2010. ISBN 978-80-7367-672-8. Knižní rozhovor věnovaný předchozím šesti letům života novináře a od r. 2004 senátora J. Štětiny.
- Gravitace : frýdlantské povídky. Předmluva Ivan Klíma. Praha: Nakl. Lidové noviny, 2010. ISBN 978-80-7422-015-9. Soubor deseti povídek, v nichž autor čerpá ze vzpomínek na poválečné období a dobu normalizace.
- Pergameny : román o čtvrtém přikázání. Praha: Portál, 2013. ISBN 978-80-262-0360-5. (2. vyd. Praha: Portál, 2015. ISBN 978-80-262-0881-5.) Osudy čtyř mužů, kteří se setkávají na severočeské uhelné šachtě Maxim Gorkij.